# Museo del tessile e della tradizione industriale di Busto Arsizio
Il Museo del tessile e della tradizione industriale di Busto Arsizio è uno dei due musei comunali di Busto Arsizio. Ha sede nello stabilimento che ospitava il reparto di filatura del Cotonificio Carlo Ottolini, poi Bustese.

## Storia

### Il Cotonificio Carlo Ottolini
Il Cotonificio Carlo Ottolini fu uno tra i primi insediamenti di tipo produttivo sorti a Busto Arsizio fuori dal nucleo dell'antico borgo, a nordest della chiesa di San Michele Arcangelo.
Nel 1876, Carlo Ottolini ereditò dal padre un lotto di terreno su cui decise inizialmente di costruire una stamperia; successivamente vi affiancò alcuni spazi per la produzione dei tessuti tipici della città, che successivamente hanno dato il nome alle due maschere bustocche: il Tarlisu e la Bumbasina. Questo primo stabilimento, arricchito da capannoni e nuovi macchinari, divenne il Cotonificio Carlo Ottolini.
Già nel 1885 una mappa catastale riportava chiaramente quello che sarebbe stato il nucleo dello stabilimento, che la stessa mappa intitolava come Stabilimento Ottolini. Nel 1887 Carlo Ottolini acquistò una casa a corte con botteghe tra le attuali via Volta e via Galvani, adiacente alla sua proprietà.
Il successo dei prodotti portò il Cotonificio ad essere premiato alle esposizioni di Palermo (1891) e di Genova (1892) e a ricevere la prestigiosa medaglia d'oro del Ministero dell'Industria.

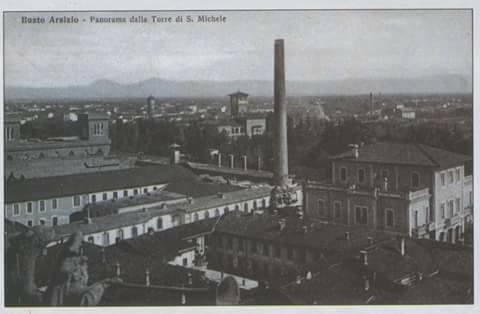
In corrispondenza della ciminiera, il complesso del Cotonificio Ottolini ai primi del '900. Sulla sinistra si scorge l'edificio attualmente sede del museo

Ad Ernesto Ottolini, che subentrò alla morte del padre nel 1900, si deve l'edificazione dello stabilimento neogotico, oggi sede del Museo. 

### Il Cotonificio Bustese
La famiglia perse il controllo dell'azienda nel 1915, con il passaggio della proprietà a due ex dipendenti, Antonio Tognella (già direttore tecnico) e Carlo Schapira (già direttore commerciale), che cambiarono il nome della ditta in Cotonificio Bustese. Nel periodo tra le due guerre l'azienda fu protagonista di un vertiginoso processo di crescita, fino agli anni '50, quando iniziò la fase discendente che culminò nel 1972 con la chiusura dello stabilimento di Busto Arsizio e il trasferimento delle attività in Valle Olona.

## L'edificio neogotico

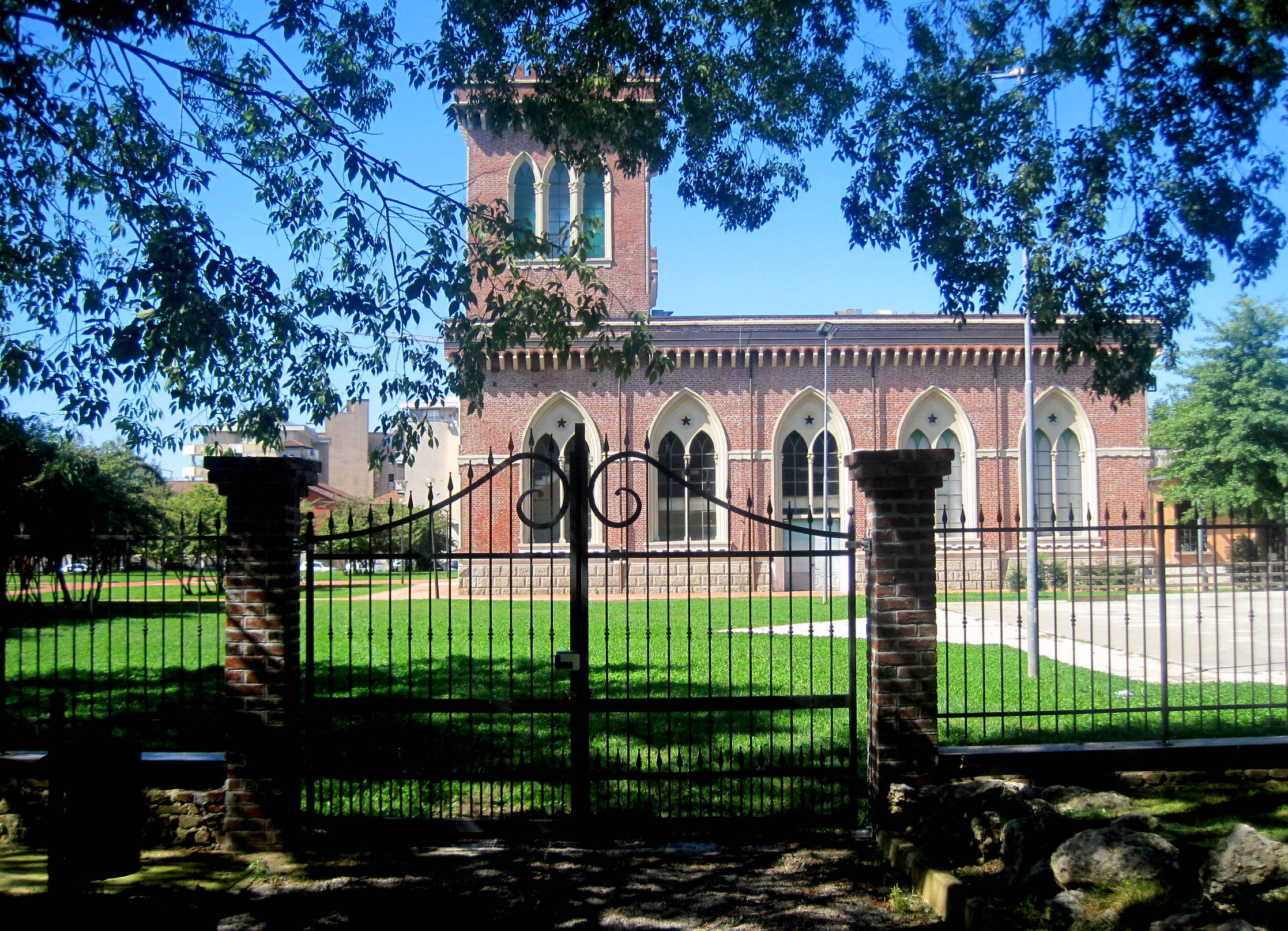
Il lato orientale dell'edificio

La struttura, importante esempio di archeologia industriale, ha le forme di un castello con mattoni a vista, finestroni ogivali, figure antropomorfe, merlature e torri; fu progettato dell'architetto Camillo Crespi Balbi.
Le novità di questa struttura erano costituite dal severo rettangolo modulare di grandi dimensioni, facilmente adattabile ad ogni tipo di lavorazione, e dalla fitta rete di pilastrini in ghisa che sorreggevano gli shed triangolari a lucernario, garantendo luce costante all'interno dello stabilimento. Ai lati del corpo centrale svettano due torrioni, alleggeriti da trifore sui lati.

## Restauri e istituzione del Museo
Il 19 gennaio del 1978 il Cotonificio Bustese cessò la sua attività a causa dell'arretratezza degli impianti di produzione. Ad essa subentrò la Ditta "Bustese Industrie Riunite" con sede legale ad Olgiate Olona.
Nel 1980 l'area su cui sorge lo stabile dell'ex Cotonificio Bustese venne acquistata dal Comune, che demolì alcuni capannoni ormai fatiscenti. Quelli rimanenti vennero affittati a ditte private che ne modificarono gli spazi interni. Sette anni più tardi, furono abbattuti gli edifici antistanti il corpo centrale, mettendo così in evidenza lo stabile del Crespi Balbi in tutta la sua grandiosità.
Nel 1984 gli spazi precedentemente occupati da alcuni capannoni vennero trasformati in parco pubblico.
Il 30 gennaio 1997, dopo anni di restauri, l'Amministrazione Comunale di Busto Arsizio istituì ufficialmente il Museo del Tessile e della Tradizione Industriale di Busto Arsizio, che raccoglie e conserva le testimonianze dell'industria tessile locale; fu aperto al pubblico il 30 ottobre dello stesso anno.

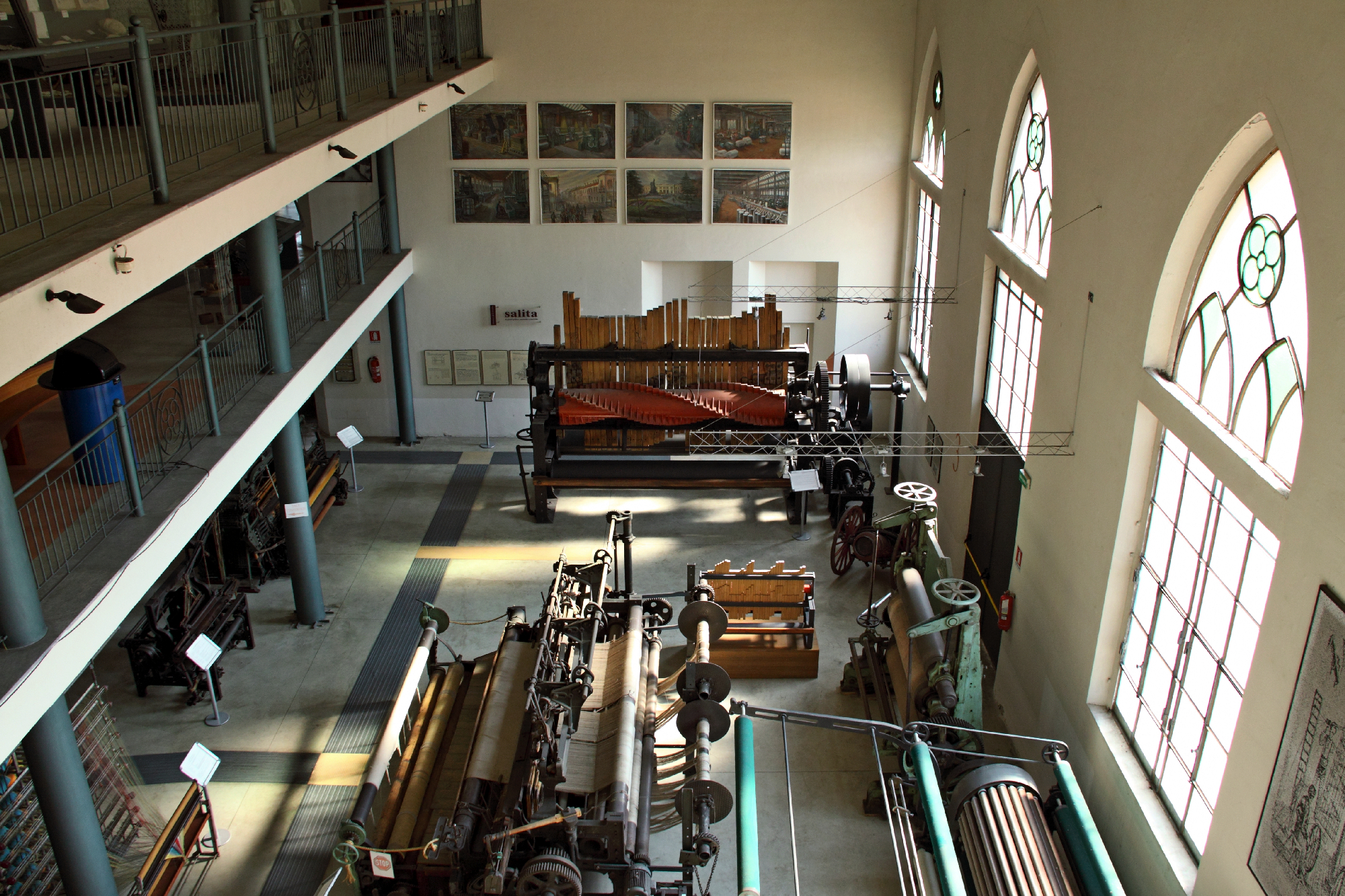
I telai esposti al piano terra

Il percorso espositivo del Museo si estende su tre piani. Al piano terra, si trovano le sale dedicate alla filatura, alla tessitura ed al finissaggio, con i grandi telai e l'imponente Beetle (mangano) degli anni '10-'20.
Al primo piano, uno spazio è dedicato alla lavorazione Jacquard, particolare sistema di tessitura per la produzione di tessuti decorati inventato nel 1805 da Joseph Marie Jacquard. Una seconda area espone gli strumenti utilizzati nelle fasi di segnatura, confezionamento e spedizione delle pezze. Trovano posto inoltre alcune vetrine dedicate ai padri dell'industria locale, tra cui Enrico dell'Acqua. Su questo piano è stata inaugurata nel 2002 la Sala delle Esperienze, un laboratorio didattico in cui è possibile toccare le diverse fasi di lavorazione del cotone, dal fiocco al tessuto finito.

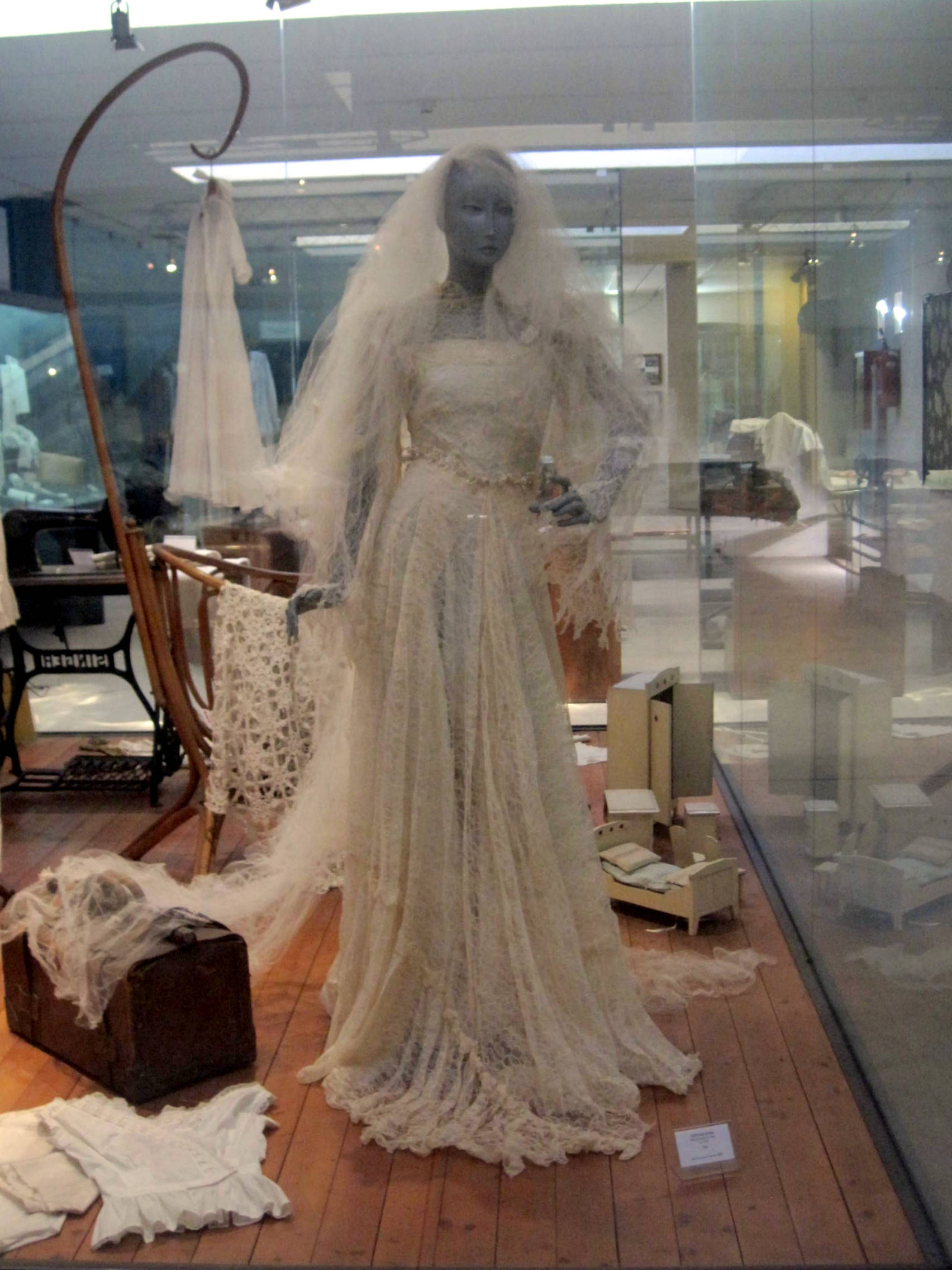
Schirpa esposta al museo

Una parte del secondo piano è dedicato all'evoluzione storica dei processi di tintura e stampa dei tessuti (con alcuni blocchi da stampa del XVIII-XX secolo, provenienti dalla Zucchi Collection). Nella grande sala centrale, si possono ammirare vari esempi di schirpa, il corredo della sposa dell'Altomilanese, composta da bellissimi indumenti e tessuti ricamati a mano. Proseguendo nella visita, si incontrano documenti e strumenti utilizzati in passato negli uffici delle aziende tessili del territorio.
L'ultima sala è invece dedicata alle fibre nuove, i moderni filati artificiali e sintetici usati ad esempio nell'industria aerospaziale (con la tuta dell'astronauta Franco Malerba), nello sport (come il sedile di una Lotus Type 106 di Formula 1 utilizzata da Mika Häkkinen), e nell'alta moda (come nell'abito da sera Il Fuoco della collezione Gattinoni).
Due sezioni, dedicate ad importanti realtà non tessili della città, sono allestite nelle torrette: l'archivio fotografico Menotti-Paracchi e l'archivio storico del Calzaturificio Borri.

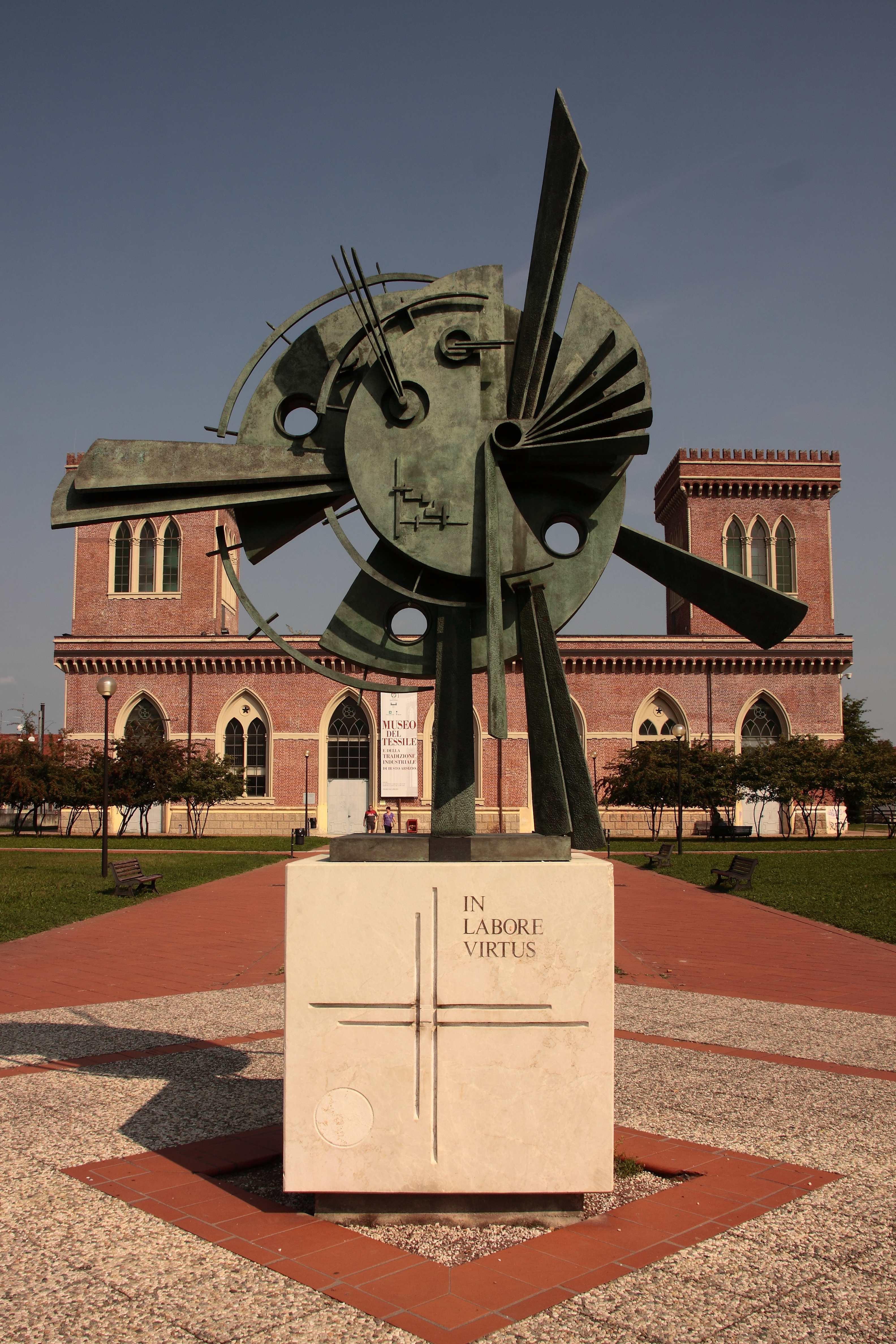
Il monumento all'Operosità Bustocca

Nel 2000 il parco si arricchì di un monumento celebrativo dell'Operosità Bustocca (con incisa la frase In labore virtus), opera dello scultore Padre Nazareno Panzeri.
Il 19 maggio 2002 fu inaugurata la Sala del Ricamo Industriale, posta in un corpo indipendente alle spalle del Museo. In questa nuova area espositiva trovano posto macchinari e prodotti di ricamifici industriale della zona di Busto e Gallarate.

## Servizi
Dal dicembre 2007 il museo è una delle 167 strutture (97 musei e 70 raccolte museali) insignite da Regione Lombardia con il marchio di qualità, che attesta l'alto livello dei servizi resi al pubblico.
Il Museo offre, su prenotazione, visite guidate e laboratori didattici per gruppi e scolaresche. In loco è possibile, inoltre, consultare la Biblioteca specialistica, che raccoglie numerose pubblicazioni sul mondo del tessile, documenti e campionari antichi.